# Minimuseo Zabalza
El Minimuseo Zabalza, es una pequeña colección familiar etnográfica ubicada en el interior del Hórreo de Zabalza, en Zabalza, Urraúl Alto, Navarra.

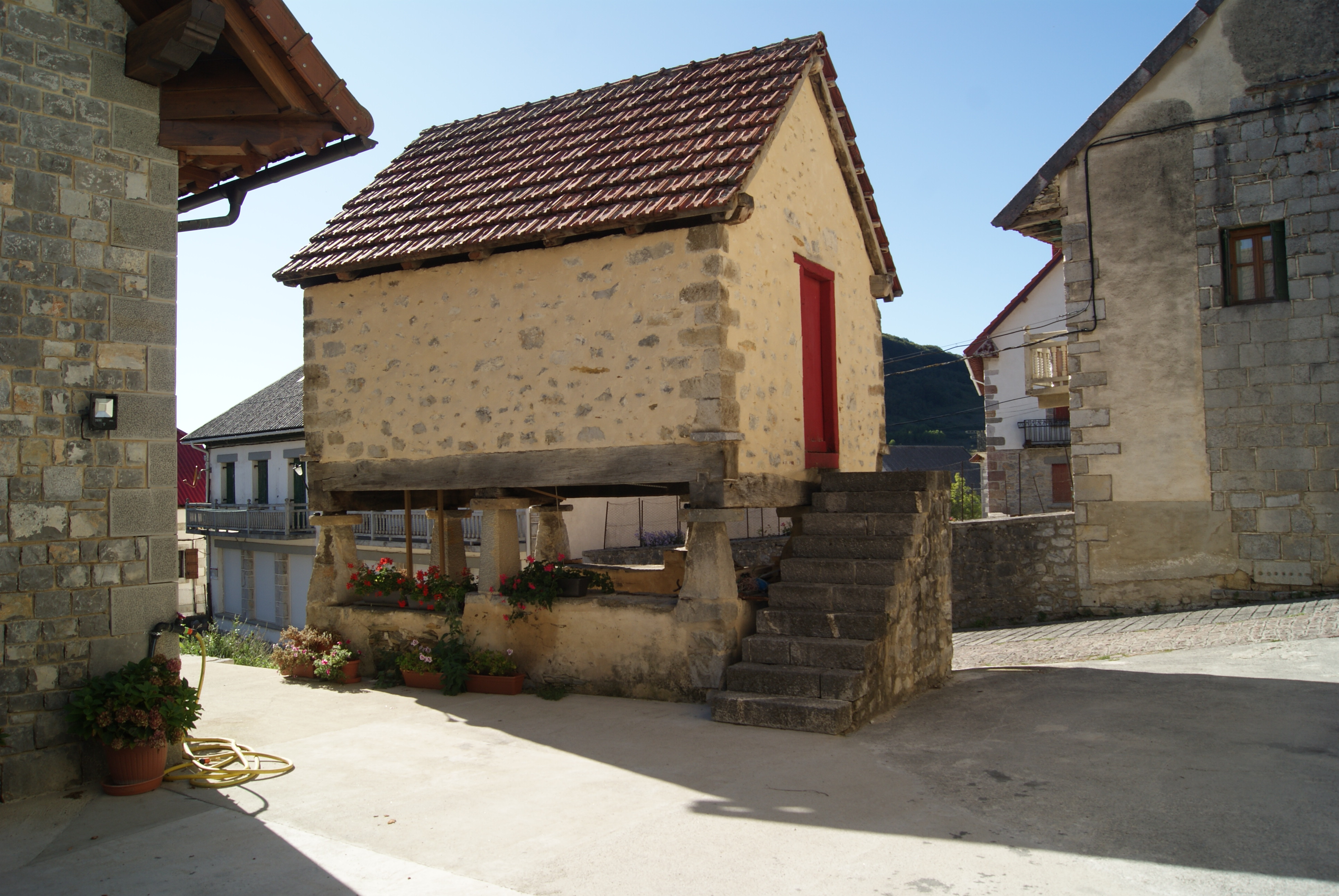
Hórreo navarro moderno en Hiriberri, Navarra.

## Historia
En la Casa Estoki, propiedad de la familia Isturiz, el bautizado como «Hórreo de Zabalza» se construyó para la conservación de los alimentos y el grano en un lugar fresco, lejos de la humedad y de los animales, especialmente los roedores. Con el tiempo y la llegada de los electrodomésticos modernos, los hórreos se convirtieron en almacenes de objetos y herramienta agrícola o simplemente quedaron en desuso.
Mari Fe Isturiz Eseberri y Javier Urbiola Goñi, propietarios de la vivienda y del hórreo, reunieron durante años herramientas de labranza, faroles, aparatos domésticos como calentadores de cama, planchas y radios, por lo que aprovecharon la construcción para crear en su interior un pequeño museo con más de 200 objetos tradicionales, que se utilizaban hace décadas en el campo, en la cocina, en la higiene personal y en la vida cotidiana en general. El matrimonio identificó y catalogó cada uno de los objetos, hasta que Javier decidió abrirlo al público para mostrarlos y explicar su uso sobre el Valle de Urraúl.

## Día Internacional de los Museos
La colección se conoció previamente en septiembre de 2019 durante las Jornadas Europeas del Patrimonio, celebradas en Urraúl Alto y donde María Pilar Martínez Arce, presidenta de Patrimonio para Jóvenes, una organización sin ánimo de lucro, conoció la colección por primera vez.
La ubicación del minimuseo y la escasa publicidad, hicieron que no tuviese repercusión más allá de los vecinos de la zona, por lo que María Pilar ayudó al matrimonio a presentar en sociedad su colección. Tras el visto bueno dado por el Consejo Internacional de Museos (ICOM), María Pilar ayudó a Mari Fe y Javier a mostrar su pequeño museo al mundo durante la celebración del Día Internacional de los Museos. Niños y mayores colaboraron realizando dibujos y publicando información a través de las redes sociales con el fin de dar a conocer el hórreo y su contenido cultural.